# Killing bites
「killing bites」（キリング・バイツ）は、fripSideの楽曲で、通算14枚目のシングル。2018年2月28日にNBCユニバーサルから発売された。

## 概要
前作「clockwork planet」から約10か月ぶりとなるシングル。DVDが付属される初回限定盤と、CDのみの通常盤の2形態で発売。
表題曲「killing bites」は、テレビアニメ「キリングバイツ」のオープニングテーマとして起用されており、テレビアニメ放送開始より以前の2017年12月2日に行われた幕張メッセ公演でのワンマンライブで初披露された。
楽曲について、sat曰く「この作品の雰囲気にマッチさせるには、いつものfripSideの電子的な音だけでは成立しないと感じました。電子音だけだと綺麗過ぎるというか。そこでアナログ的なハードロックのアレンジに落とし込もうと考えた」と語っており、また「獣闘士が持つ野性の力を、ドラムのタム回しで表現したかった。詞は敢えて単刀直入な内容にしています。キャッチコピー「牙の鋭い方が勝つ」にもあるような、剥き出しの野性同士のぶつかり合いに作品の醍醐味を感じた」とのこと。
ミュージック・ビデオには、猫ひろしが出演している。

## 収録曲
- 全作曲・編曲:八木沼悟志

1. killing bites [4:42]
作詞：八木沼悟志
  - テレビアニメ「キリングバイツ」オープニングテーマ
2. three count [5:21]
作詞： 南條愛乃
3. killing bites <-Instrumental->
4. three count <-Instrumental->

### 初回限定盤DVD
- 「killing bites」PV
- PV Making
- SPOT
- TVアニメ「キリングバイツ」ノンクレジットオープニング

## 参加ミュージシャン
fripSide
- 八木沼悟志：Keyboard & Synthesizer、Chorus (全曲)
- 南條愛乃：Vocal (#1,2)

Additional Musician
- a2c：Guitar (全曲)

## 収録アルバム
- infinite synthesis 4 (#1)
- the very best of fripSide 2009-2020 (#1)